# Cap Anamur
Cap Anamur hay Hội Bác sĩ Cấp cứu Đức (tiếng Đức: Cap Anamur / Deutsche Not-Ärzte) là tên một tổ chức thiện nguyện của Đức chuyên cứu giúp người tỵ nạn bắt đầu từ năm 1979.
Thành viên ủng hộ tổ chức này có các nhân vật nổi tiếng của Đức như: Heinrich Böll, Helmut Schmidt, Alfred Biolek, Bruno Ganz, Norbert Blüm và Peter Scholl-Latour.

## Lịch sử

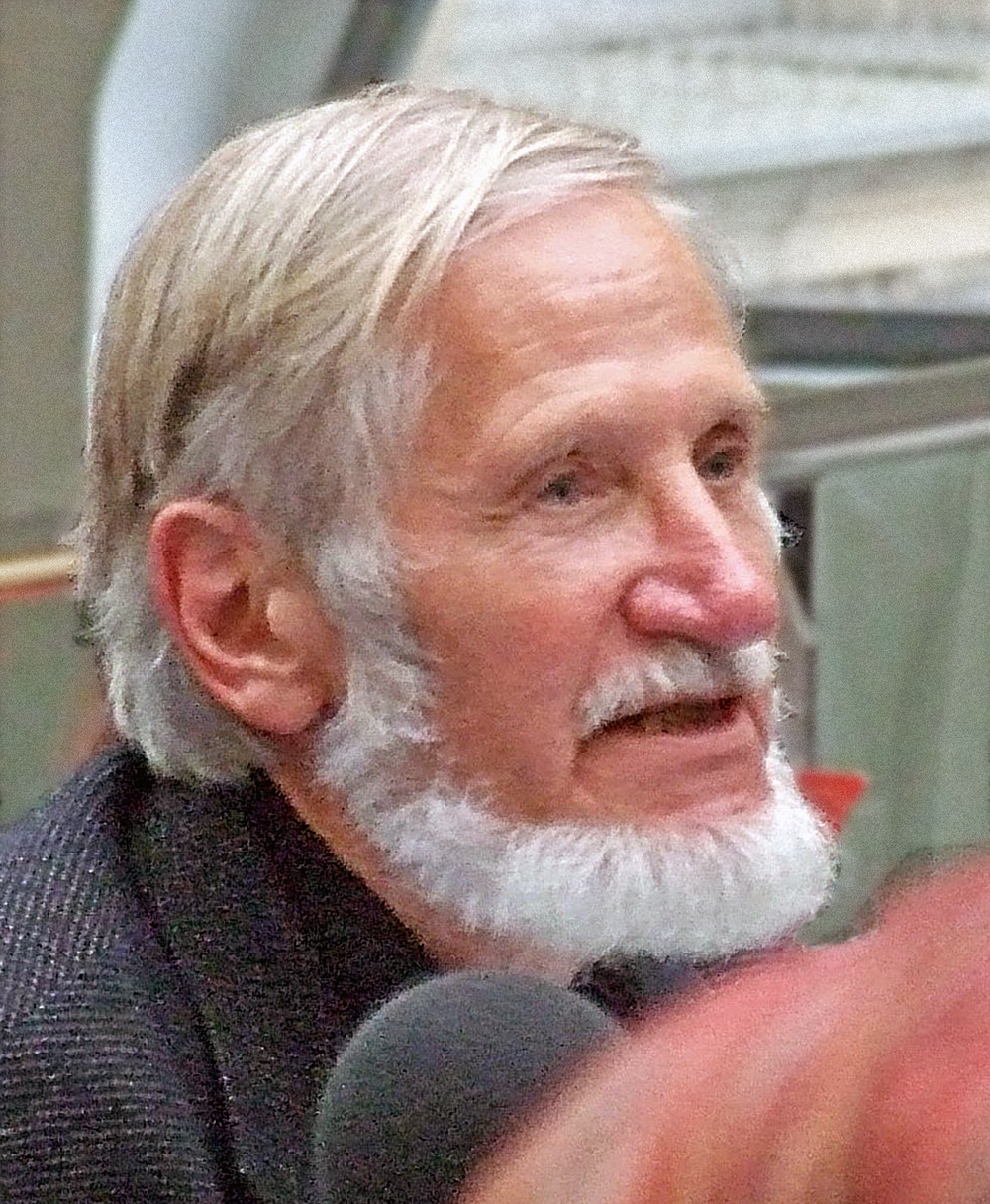
Rupert Neudeck, Frankfurt 2007.

Vào năm 1979, khi cao trào vượt biển tị nạn bằng thuyền từ Việt Nam lên cao thì ở Pháp có lập "Ủy ban một con tàu cho Việt Nam" (tiếng Pháp: Un bateau pour le Vietnam) để vận động các nước Tây phương cứu giúp. Hưởng ứng lời kêu gọi đó, nhiều tổ chức tương tự cũng được lập ra tại Ý, Đức. Riêng tại Đức, một phóng viên người Đức Rupert Neudeck đã đứng ra quyên góp và thành lập "Ủy ban một con tàu cho Việt Nam" ở Đức (tiếng Đức: Ein Schiff für Vietnam), chỉ sau vài ngày số tiền đã đủ để Ủy ban mướn một con tàu và cho ra khơi thi hành công việc cứu vớt thuyền nhân trên Biển Đông . Cùng phối hợp với Cao ủy Tỵ nạn Liên Hợp Quốc, từ năm 1979 đến 1987, Ủy ban lần lượt cho ra khơi ba con tàu, mỗi con tàu đều mang tên Cap Anamur và tên Cap Anamur cũng được dùng cho tổ chức cứu nguy này sau này.
Danh xưng "Cap Anamur" lấy từ tên một mũi đất ở bờ nam Thổ Nhĩ Kỳ nhìn ra Địa Trung Hải. Nguyên tên Anemurium theo tiếng Hy Lạp có nghĩa là "mũi lộng gió".

## Kết quả

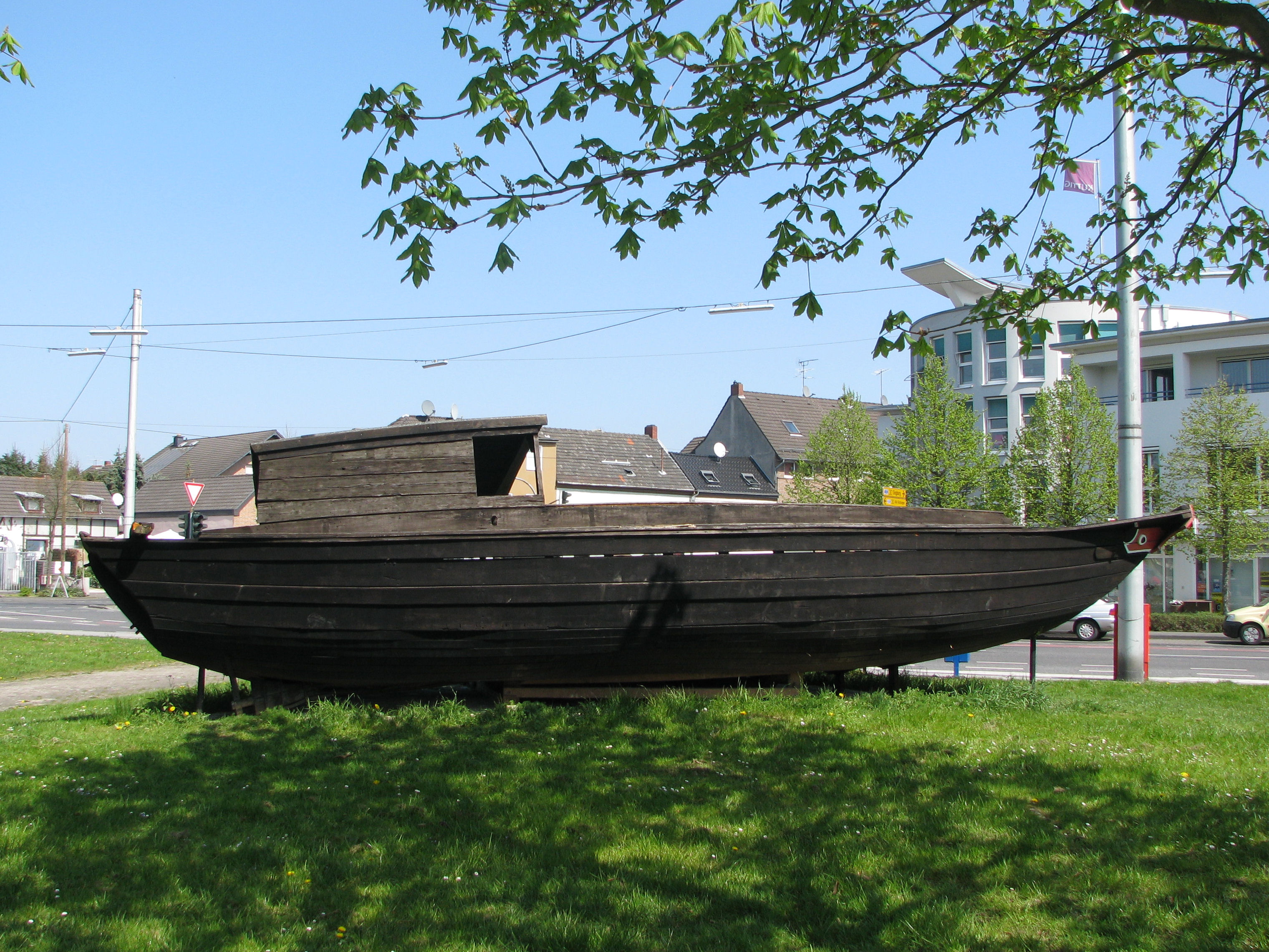
Một chiếc thuyền vượt biển của thuyền nhân, được Cap Anamur cứu vớt tháng 4 năm 1984, được đem về đặt tại Troisdorf, để kỷ niệm

Trong thời gian hoạt động trên Biển Đông, Tổ chức này với ngân sách 22 triệu Mác Đức vớt được 11.300 thuyền nhân trên 226 ghe và đưa họ đến bến bờ an toàn. Đa số được sang định cư ở Tây Đức.
Công tác này sau được duy trì để tiếp tục áp dụng ở các địa điểm khác trên thế giới nơi có người tỵ nạn lâm nguy như Eritrea, Bosnia, Afghanistan v.v.

## Tưởng niệm và tri ân

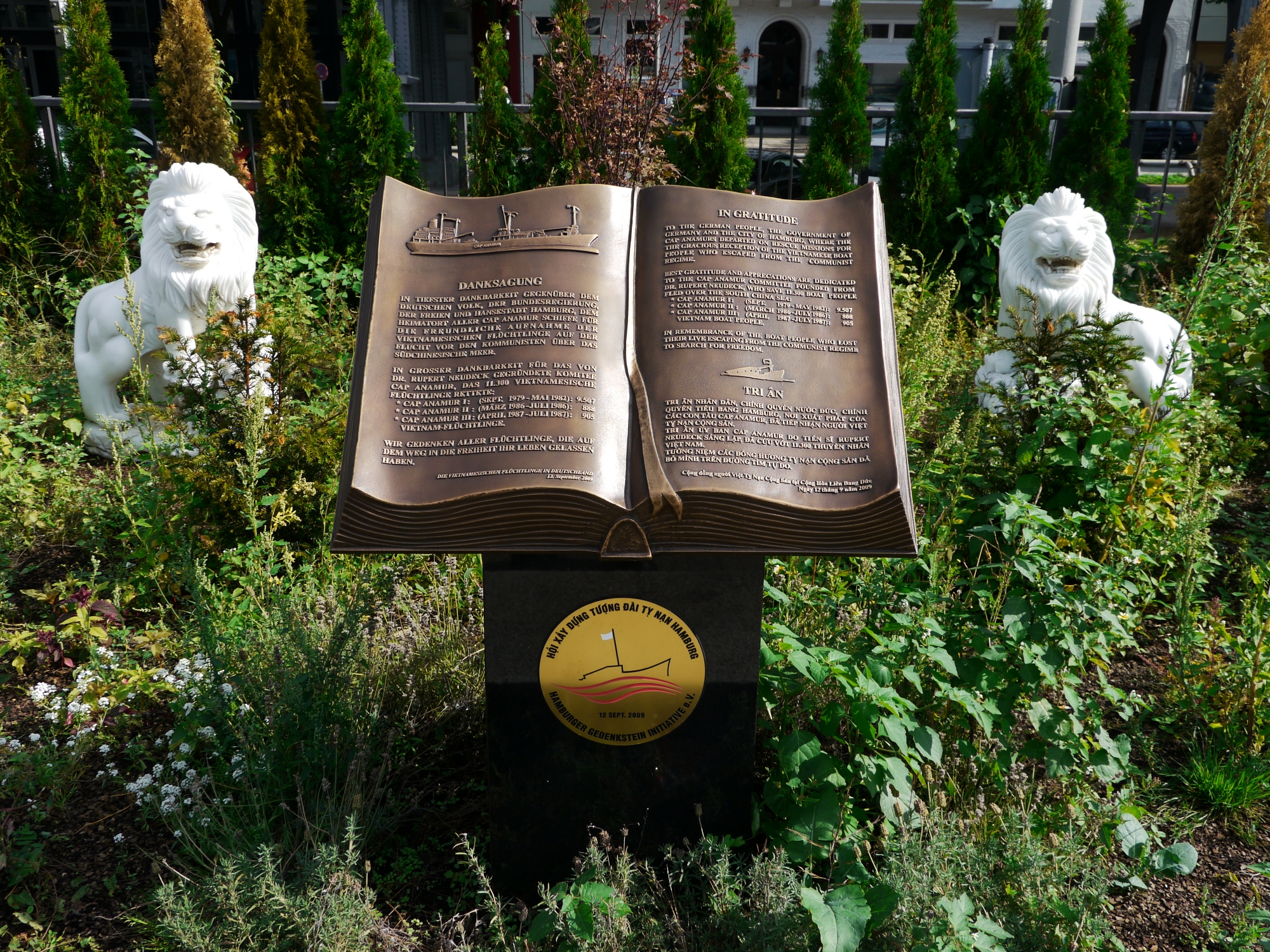
Bia tri ân tại Hamburg do người Việt tỵ nạn vinh danh tổ chức Cap Anamur dựng lên năm 2009

Cộng đồng người Việt tại Đức cũng đã quyên góp dựng một tấm bia tri ân tổ chức Cap Anamur, ông Rupert Neudeck cùng tưởng niệm các thuyền nhân đã bỏ mình trên biển ở ngã ba đường Frankfurter Strasse và Siebengebirgsallee thuộc thành phố Troisdorf, Đức. Tượng đài bị chính phủ Việt Nam phản đối với Bộ Ngoại giao Đức.
Ngày 12 tháng 9 năm 2009, một tượng đài khác bằng đồng với bia tri ân Cap Annamur và nhân dân Đức đã được cộng đồng người Việt tại Đức dựng nên tại bến cảng Hamburg. Buổi lễ khánh thành và tri ân nước Đức được tổ chức trang trọng và có sự hiện diện của Bộ trưởng nội vụ Đức Wolfgang Schäuble, chủ tịch Đảng Dân chủ Xã hội Đức (SPD) Franz Müntefering, cựu thống đốc tiểu bang Niedersachsen Ernst Albrecht (người đầu tiên nhận thuyền nhân vào Đức), ông bà Rupert Neudeck và nhiều nhân vật khác, cùng 1200 người Việt.